# Joseph Orlicky
Joseph A. Orlicky (* 31. Dezember 1922 in der Tschechoslowakei:S. 47; † Dezember 1986) war ein Pionier der computerisierten Materialwirtschaft.:S. 114 Orlicky gilt als der Erfinder des Material Requirements Planning (MRP, später MRP-I). Seine 1975 veröffentlichten Grundlagen wurden 1984 durch Oliver Wight um finanzwirtschaftliche Elemente erweitert. Das Ergebnis nannte man MRP-II.:136 Als auf diese Plattform weitere Funktionen aufgeschaltet wurden, sprach man schließlich von Enterprise Resource Planning (ERP).:136

## Leben
Geboren in der Tschechoslowakei flüchtete Orlicky nach dem Zweiten Weltkrieg in die USA.:S. 47 Seine mangelhaften Englischkenntnisse verhinderten, dass er eine angemessene Arbeit fand und für einfache Arbeiten war er weit überqualifiziert.:S. 47 So absolvierte er einen Kurs an der University of Chicago und fand dann schließlich eine Anstellung als Materialplaner beim Traktorenhersteller J. I. Case in Racine, Wisconsin.:S. 47 Hier entwickelte er Ende der 1950er seine Ideen zur computerisierten Materialplanung.:S. 47 Damals war es üblich, Lagerbestände von allen möglichen Komponenten zu führen. Wenn durch Verbrauch ein Mindestbestand unterschritten wurde, dann wurde ein neues Los produziert. Insbesondere bei seltener benötigten Komponenten führte das dazu, dass die Komponenten lange Zeit ungenutzt blieben und möglicherweise dringender benötigten Komponenten die Produktionszeit streitig machten. Diese bestandsgesteuerte Beschaffung wollte man damals in eine bedarfsgesteuerte Steuerung überführen. Orlicky studierte unter anderem das Toyota-Produktionssystem, den Urahn von Lean Manufacturing. Dort wurde die Bedarfssteuerung durch Kanban-Systeme erreicht. Orlickys Lösung war die Berechnung von den abhängigen Bedarfen auf die Komponentenebene. Dieser Algorithmus liegt den meisten Materialwirtschaftsmodulen moderner ERP-Systeme bis heute zugrunde.
1962 wurde unter Orlickys Führung eine Prozedur eingeführt, die den Bedarf für mehrstufige Stücklisten in aufeinanderfolgenden Nächten bearbeiten konnte und die nur die Änderungen des Bedarfs berücksichtigte (Net Change). Obwohl Orlicky namensprägend war, war er wahrscheinlich nicht der erste Programmierer, der diese Methode einsetzte.:S. 50 Die Zuschreibung aber haftete und so gewann er an Bekanntheit.:S. 50 Dieses Jahr gilt als die Geburtsstunde von MRP. Orlicky nutzte die IBM-Buchhaltungscomputer (RAMAC, Random Access Method of Accounting and Control) von J. I. Case, um während der Nächte den Materialbedarf für die kommende Periode zu berechnen. Im gleichen Jahr wurde Orlicky von IBM angeworben, um die Programme weiterzuentwickeln und Kunden zu schulen.:S. 51 Er zog nach Stamford, Connecticut, wo er in der Nähe der IBM-Büros in White Plains lebte. Das erste Unternehmen, das nach der MRP-Methode plante, war 1964 Stanley Black & Decker. Als Trainer lernte Orlicky auch Oliver Wight kennen, mit dem er ab 1965 bei IBM zusammenarbeiten würde.:S. 51 1972 machte sich APICS die Neuentwicklung zu eigen und begann den MRP-Kreuzzug (MRP-Crusade) zur Verbreitung der Idee.:114 Das förderte den Verkauf von Materialplanungssoftware und damit IBM erheblich.
Orlicky entwickelte einen Satz von Grundlagen, die er 1975 in seinem Buch Materials Requirements Planning zusammenfasste. Es handelte sich um die erste veröffentlichte Aufstellung der Programmabläufe, die den meisten heutigen ERP-Systemem zugrunde liegen. Das Werk wurde rund 140.000 Mal verkauft und avancierte zum Standardwerk. Zu dieser Zeit hatten sich ca. 700 Unternehmen auf MRP eingelassen. Bis 1981 wuchs diese Zahl auf ca. 8000 Unternehmen an und es gab ca. 600 MRP-Softwarepakete.
1994 unternahm es George Plossl, der ehemalige Vorsitzende der APICS, die zweite Auflage von Materials Requirements Planning zu überarbeiten. 2011 waren es Carol Ptak und Chad Smith, die das Werk aktualisierten. Es befindet sich bis in die Gegenwart im Umlauf.

## Bibliografie
- 1969 The Successful Computer System: Its Planning, Development, and Management in a Business Enterprise; McGraw Hill
- 1973 Net Change Material Requirements Planning
- 1975 Materials Requirements Planning; McGraw Hill
- 1996 Orlicky's material requirements planning (von George Plossl überarbeitete Neuauflage von Materials Requirements Planning)